# 小行星212631
小行星212631（212631 Hsinchu），臨時編號2006 TW56，是一顆位於小行星帶的小行星。由鹿林天文台於2006年10月14日發現。
該小行星以台灣北部的新竹市命名。